# Agrilus sarawakensis
Agrilus sarawakensis es una especie de insecto del género Agrilus, familia Buprestidae, orden Coleoptera.
Fue descrita científicamente por Hoscheck, 1931.